# Tetsuhiro Kina
Tetsuhiro Kina (喜名 哲裕 Kina Tetsuhiro?), född 10 december 1976 i Okinawa prefektur, är en japansk före detta fotbollsspelare.
Kina började sin karriär 1995 i Nagoya Grampus Eight. 2000 flyttade han till FC Tokyo. Efter FC Tokyo spelade han för Omiya Ardija, Avispa Fukuoka, Tokyo Verdy, Roasso Kumamoto och Okinawa Kaiho Bank. Han avslutade karriären 2011.